# Servili Vàcia
Els Servili Vàcia (en llatí: Servilii Vatia) foren una branca de la gens Servília que portà el cognom de Vàcia.
Els seus personatges més destacats van ser:
- Publi Servili Vàcia, cònsol l'any 79 aC. El 75 aC va derrotar els isaures i va rebre l'agnomen d'Isàuric.
- Publi Servili Vàcia Isàuric, cònsol l'any 48 aC, heretà l'agnomen de son pare.